# The Mimic – Dunkle Stimmen
The Mimic – Dunkle Stimmen (Originaltitel: Jangsanbeom) ist ein Horrorfilm des südkoreanischen Regisseurs Huh Jung aus dem Jahr 2017. Der Film basiert auf der modernen Sage des Jangsan-Tigers, der sich am Berg Jangsan nahe Busan aufhalten soll. Der Legende nach kann er Stimmen imitieren seine Opfer so in seine Falle locken. Im Vorfeld des Films wurde der Webtoon Jangsanbeom: Geobuhal Su Eomneun Moksori (장산범 : 거부할 수 없는 목소리 ‚Jangsan-Tiger: Unwiderstehliche Stimmen‘) veröffentlicht.

## Handlung
Der dementen Mutter von Hee-yeon geht es nicht gut. Die Familie beschließt deshalb, in die Nähe des Bergs Jangsan zu ziehen, den Heimatort der Mutter. Hee-yeon glaubt, hier könne es ihr besser gehen. Also bezieht die Familie ein Haus am Berg, Hee-yeon und ihr Ehemann Min-ho, ihre Tochter Jun-hee und Hee-yeons Mutter Sun-ja.
Kurz nach dem Einzug kommen zwei Kinder an dem Haus vorbei, die ihren Hund suchen. Sie suchen im Wald des Berges weiter und kommen an eine zugemauerte Stelle, die aber vor kurzem aufgebrochen wurde. Eines der Kinder schaut hinein und wird plötzlich in die Höhle gezogen. Doch sie kann zurückkommen. Sie erzählen Min-ho und Hee-yeon davon, die sich die Sache ansehen. Hee-yeon sieht sich um und findet ein kleines Mädchen während Min-ho eine sterbende Frau in der Höhle findet. Die Polizei nimmt sich der Sache an. Das Mädchen verschwindet allerdings zunächst. Doch am Abend steht es plötzlich vor dem Haus.
Das Mädchen spricht nicht, und Hee-yeon macht sie erstmal sauber und gibt ihr neue Kleidung. Plötzlich sagt sie, sie heiße Jun-hee. Sowohl Hee-yeon als auch ihre Tochter sind erstaunt, da sie zufälligerweise den gleichen Namen hat wie Hee-yeons Tochter. Derweil fühlen sich die Augen von Hee-yeon und Min-ho merkwürdig an. Auch Sun-ja geht es nicht besser. Sie hört Stimmen. Einmal versucht sie sogar, das geheimnisvolle Mädchen zu töten, doch Hee-yeon kann es beschützen.
Doch kurze Zeit später verschwinden Sun-ja und Min-ho. Kommissar Kim teilt Hee-yeon mit, dass es in der Gegend schon öfter Vermisstenfälle gegeben habe. Als sie ihm von dem Mädchen erzählt, zeigt Kim ihr ein Foto aus den 1980ern. Hee-yeon erkennt das Kind darauf als das geheimnisvolle Mädchen Jun-hee. Kommissar Kim geht darauf alte Unterlagen durch. Am Abend wird Hee-yeon von einer alten Frau aufgesucht, die sagt, dass kleine Mädchen sei das Kind eines Schamanen, der den Jangsan-Tiger verehrte. Dieser Formwandler könne Menschen imitieren, sie so in eine Falle locken und fressen. Der Schamane bot dem Tiger immer wieder Opfer. Das Kind wurde dabei von ihrem Vater für die Opfergaben missbraucht. Der Tiger wollte die Energie des Mädchens. Überall wo das Mädchen auftauche, verschwänden kurz darauf Menschen.
Hee-yeon ahnt Böses und rennt nach Hause zu ihrer Tochter. Diese wurde von einem Wesen, dass aus dem Spiegel kriecht, durch Imitation von Hee-yeons Stimme angelockt. Jun-hee läuft davon und versteckt sich. Langsam kommt das Mädchen und spricht in Hee-yeons Stimme mit dem Mädchen. Sie beschützt Jun-hee. Hee-yeon findet schließlich beide im Kleiderschrank. Sie bittet das Mädchen, ihr zu zeigen, wo ihr Mann ist. Sie verspricht aufpassen, dass ihr Vater ihr nichts mehr antun kann. Das Mädchen führt Hee-yeon in die Höhle. Dort taucht plötzlich der Jangsan-Tiger in Gestalt des Schamanen auf. Sie flüchten und treffen auf der Flucht auf Min-ho. Min-ho ist erblindet, und auch Hee-yeon kann kaum noch was sehen. Min-ho sagt, sie müssten unbedingt raus aus der Höhle, und warnt Hee-yeon vor dem Mädchen. Hee-yeon findet mit Min-ho einen Weg nach draußen, während das Mädchen weint und nicht mitkommt. Da hört Hee-yeon die Stimme ihres vermissten Sohns, und sie geht zurück in die Höhle.

## Rezeption
The Mimic startete am 17. August 2017 in den südkoreanischen Kinos und erreichte über 1,3 Millionen Besucher.
In Deutschland brachte Splendid Film den Film am 26. Januar 2018 als DVD, BluRay und als Video on Demand in den Handel.